# Didemnum nambucciensis
Didemnum nambucciensis är en sjöpungsart som beskrevs av Kott 2004. Didemnum nambucciensis ingår i släktet Didemnum och familjen Didemnidae. Inga underarter finns listade i Catalogue of Life.